# 86号亚利桑那州州道
86号亚利桑那州州道（英語：Arizona State Route 86，SR86）是美国亚利桑那州南部的一条东西走向的州级公路，全长118.10英里（190.06），西起皮马县懷伊接85号亚利桑那州州道（SR85），东至图森接19號州際公路（I-19），之前的SR86会一直向东到达新墨西哥州边界的洛兹堡，但现在这段路已被10號州際公路（I-10）替代。